# Carlo De Benedetti

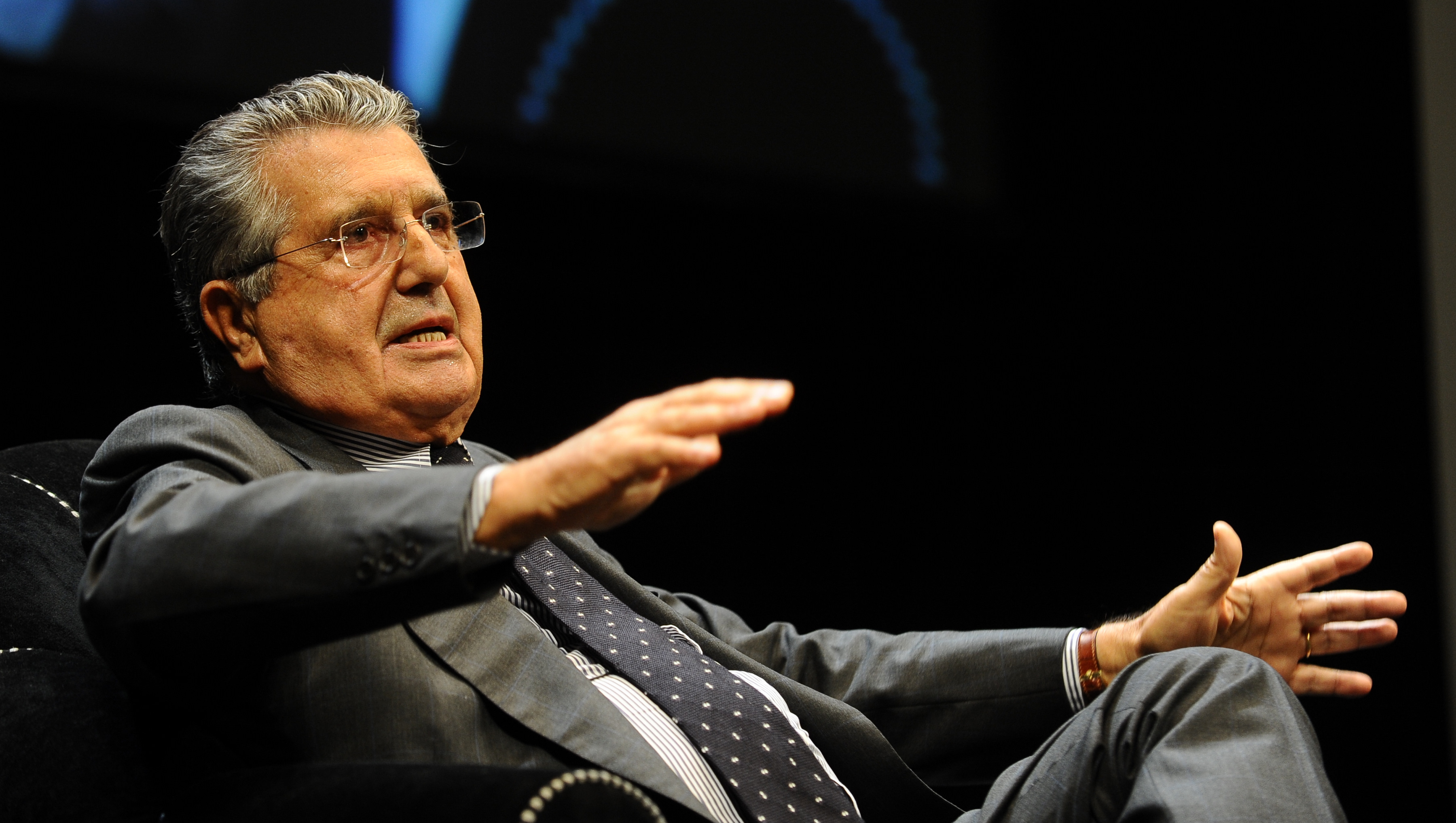
Carlo De Benedetti (2012)

Carlo De Benedetti (* 14. November 1934 in Turin, Italien, als Carlo Debenedetti) ist ein italienischer Ingenieur, Unternehmer und Herausgeber.

## Leben
De Benedetti wuchs in Turin in einer wohlhabenden jüdischen Familie auf. Sein Bruder ist der italienische Senator Franco Debenedetti. Im Zweiten Weltkrieg floh seine Familie 1943 in die Schweiz. Nach dem Zweiten Weltkrieg studierte De Benedetti in Turin Elektrotechnik am Politecnico di Torino. Nach dem Studium arbeitete er im Unternehmen seines Vaters, der Compagnia Italiana Tubi Metallici Flessibili. 1972 wurde das Unternehmen Gilardini übernommen, dessen Präsident De Benedetti wurde. Diese Position hatte er bis 1976 inne. Kurzzeitig war De Benedetti zudem vom 4. Mai bis 25. August 1976 CEO des italienischen Autokonzerns Fiat. Im November 1976 übernahm De Benedetti das italienische Unternehmen CIR Group, wodurch er unter anderem die Kontrolle über die nationale Zeitung La Repubblica und das Magazin L’Espresso erlangte. Des Weiteren wurde De Benedetti 1978 CEO im italienischen Unternehmen Olivetti, dessen Präsident er 1983 wurde und das er bis zu seinem beruflichen Rückzug 1996 führte. Er besitzt die italienische und seit dem 8. Juli 2009 auch die schweizerische Staatsbürgerschaft und ist mit der Ex-Schauspielerin Silvia Monti (geb. 1946) verheiratet.

## Preise und Auszeichnungen (Auswahl)
- 1983: Cavaliere del Lavoro vom italienischen Staat für seine Arbeit
- 1987: Offizier der Légion d’honneur
- 2006: Silberne Medaille für Verdienste um die Republik Österreich
- 2014: Kommandeur der Ehrenlegion

## Schreibweise des Namens
Carlo De Benedetti wurde wie sein Bruder, der Politiker Franco Debenedetti (PDS und DS), mit dem Familiennamen Debenedetti geboren und unter diesem Namen auch im Gemeinderegister eingetragen. Ebenfalls war schon zuvor deren Vater Rodolfo unter dem Familiennamen Debenedetti eingetragen worden, wobei mehrere seiner Brüder sich aufgrund eines Schreibfehlers in der Gemeinde mit dem Familiennamen De Benedetti schrieben. Carlo änderte diesen später in De Benedetti.